# Мюнис, Вик
Вик Мюнис (порт. Vik Muniz; род. 20 декабря 1961, Сан-Паулу) — современный бразильский художник и фотограф, известный своими фотографическими апроприациями, воспроизводящими полотна известных мастеров из подручных материалов. Живет и работает в Рио-де-Жанейро и Нью-Йорке.
Экспериментируя с широким спектром нетрадиционных материалов (сухой пигмент, пыль, сахар, шоколад, алмазы, икра, детские игрушки, мусор, обрывки журналов), Мюнис создает недолговечные копии знаменитых произведений, анализируя природу заимствования и восприятия в искусстве. Запечатлев результат трудоемкой работы на камеру, Мюнис создает серии фоторабот, по-новому презентуя зрителю картины Ван Гога, Пикассо, Малевича, Климта, Мондриана и Матисса.
Работы художника пользуются как коммерческим успехом, так и признанием критиков, и регулярно выставляются по всему миру. В 1998 году он принял участие в 24-й Международной биеннале в Сан-Паулу, а в 2001 году представлял Бразилию на 49-й биеннале в Венеции, Италия.
Мюнис преподает искусство в ведущих университетах мира, таких как Оксфордский, Гарвардский и Йельский университеты, Массачусетский технологический институт, Школа живописи и скульптуры Скоухеган, Музей современного искусства (MoMA) в Нью-Йорке, Музей изящных искусств в Бостоне, Бард-колледж, а также выступает на публичных площадках, включая конференции TED и Всемирный экономический форум.

## Ранние годы
Вик Мюнис родился в 1961 году в Сан-Паулу, Бразилия, в семье Марии Селесты, телефонистки, и Винсенте Мюниса, официанта. В своих мемуарах Мюнис вспоминает, что в школе ему плохо давалось письмо, поэтому он часто обращался к рисунку, чтобы передать свои мысли. Благодаря своим графическим работам Мюнис получил стипендию в художественной школе. В возрасте 18 лет работал в рекламном агентстве в Бразилии, редактируя рекламные плакаты.
По дороге на свой первый официальный прием Мюнис стал свидетелем уличной драки и, когда попытался разнять дебоширов, был случайно ранен в ногу. Чтобы избежать обвинений, стрелок заплатил ему деньги, которые он потратил на билет в один конец до Чикаго. В 1984 году художник переехал из Чикаго в Нью-Йорк, где арендовал студию у друга. Мюнис начал карьеру как скульптор, в процессе фотографируя созданные им объекты. В 1988 году представил свою первую персональную выставку.
Позднее Мюнис сосредоточил свое внимание на графике и фотографии. Эксперименты с рисунком и фотографией в итоге были объединены в серию «Сахарные дети», представленную в 1997 году в рамках выставки «Новая фотография 13» в Музее современного искусства в Нью-Йорке наряду с работами Ринеке Дейкстра, Ан-Май Ле и Кунье Сугиура.

## Работы и философия
Мюнис убежден, что искусство должно менять мир к лучшему и в своей основе не должно быть элитарным, и стремится сделать его доступным для любой аудитории. «Я не хочу, чтобы, глядя на мои картины, люди видели лишь то, что на них изображено. Я предпочитаю, чтобы они увидели за этим нечто иное».
Вдохновляясь творчеством постмодернистов Синди Шерман и Джеффа Кунса, Мюнис использует популярные образы и представляет их в новом виде, демонстрируя тем самым одну из основных идей современного искусства — главенство уникальной идеи над визуальным контекстом. Его серии работ совмещают сложное техническое исполнение с социальным посылом, поднимая вопрос о первичности идеи и заимствовании образов. Сам художник называет себя «наблюдателем перестрелки между структуралистской и постструктуралистской критикой».
К середине 90-х годов Мюнис перешел к использованию нетрадиционных материалов для создания своих картин и коллажей. Так, в своей известной серии "Pictures of Pigment" он воспроизводил известные полотна, распределяя слои сухого пигмента на плоской поверхности и запечатляя результат своей работы в снимках высокого разрешения. В серии "Pictures of Chocolate" он создавал изображения шоколадным соусом, а в серии "Pictures of Caviar" использовал черную икру. Чтобы сохранить естественную интенсивность черного цвета и текстуру продукта в Pictures of Caviar, он сократил время производства изображения до нескольких минут.

## Социальные и экологические проекты
Вик Мюнис убежден, что искусство может стать катализатором позитивных изменений в мире и не должно оставаться уделом элитарных кругов. Его работы часто служат комментарием к глобальным социальным и экологическим проблемам и сопровождаются документальными репортажами, освещающими эти острые вопросы.
Мюнис обратился к социально-ориентированной тематике в середине 1990-х годов. В 1997 году серия портретов "Sugar Children", изображающая детей, живущих на сахарных плантациях на острове Сент-Китс, была включена в масштабную выставку в Музее современного искусства в Нью-Йорке наряду с работами Ринеке Дейкстра, Ан-Май Ле и Кунье Сугиура. Полароидные портреты были воспроизведены художником сахаром на черной бумаге. Улыбающиеся лица детей стали острым комментарием художника на популярные туристические снимки "счастливых местных жителей". Критики называли сахарные работы Мюниса «наполненными горько-сладкой иронией: сахар, который насыпает Мюнис, одновременно символ детства и тяжелого труда местных торговцев».
В 2006 году Мюнис создал свою знаменитую серию работ "Pictures of Garbage". Монументальные копии старых полотен на тему античной мифологии были воссозданы из мусора, найденного на крупнейшей свалке в районе Рио-де-Жанейро. Жардим Грамачо, свалка площадью 321 акр, располагалась под открытым небом и являлась одной из крупнейших свалок в Латинской Америке и признанной экологической проблемой региона. К работе над проектом Мюнис привлек сборщиков мусора и сотрудников свалки, помогавших ему в поиске материалов и созданию инсталляций в специально установленном ангаре-студии. Сам художник руководил процессом сборки и делал снимки с высоты монтажного крана. Полученные в результате масштабные фотографии послужили мощным комментарием к проблеме воздействия отходов на окружающую среду. Параллельно с созданием работ, Мюнис работал над документальным сюжетом о жизни в районе Жардим Грамачо, привлекая внимание к суровым жизненным условиям и низкой социальной защищённости работников низкооплачиваемого труда.
В 2010 году на экраны вышел документальный фильм "Свалка" (Waste Land), снятый режиссером Люси Уокер. Фильм быстро набрал популярность, вызвав невиданный резонанс в общественности. В результате в июне 2012 года свалка Жардим Грамачо была закрыта. Фильм был номинирован на 83-ю премию "Оскар" в категории "Лучший документальный фильм" и получил несколько призов на кинофестивалях в Торонто, Берлине и Санденсе. После продажи на аукционе в Великобритании серии работ "Картины из Мусора" (Pictures of Garbage), Мюнис пожертвовал вырученную сумму Ассоциации рабочих Бразилии, что положило начало его масштабной благотворительной деятельности.
В 2011 году Вик Мюнис был назначен послом доброй воли ЮНЕСКО за использование художественного образования в качестве движущей силы социальной интеграции и устойчивости.
В 2014 году, в преддверии чемпионата мира по футболу в Бразилии, Мюнис вместе с Хуаном Рендоном снял документальный фильм "This Is Not a Ball", повествующий о том, как игра в футбол влияет на жизнь людей по всему миру. Для создания фильма Мюнис в течение девяти месяцев посетил Рио-де-Жанейро, Мехико, Нью-Йорк, Бостон, Париж, Киото, Нюрнберг в Германии и Сиалкот в Пакистане, где он исследовал влияние футбола на общественную жизнь и культуру этих городов. Во время поездки художник встречался с представителями различных групп: членами крупнейших футбольных клубов, общественными активистами и выдающимися учеными. Фильм рассказывает истории людей, вдохновленных идеей футбола, и в то же время затрагивает темы общества, истории, астрофизики и гендерной политики. В рамках проекта Мюнис также создал инсталляцию из 10 000 футбольных мячей на стадионе "Ацтека" в Мехико. Позднее фото инсталляции и мячи, использованные для её создания, были выставлены на благотворительном аукционе в поддержку нескольких общественных фондов.
В 2014 году художник начал строительство Escola Vidigal, школы искусств и технологий для детей из малообеспеченных семей в Рио-де-Жанейро, а в 2015 году его серия "Colonies" была включена в проект Фонда Гейтса "Искусство спасать жизнь".

## Выставки
Вик Мюнис регулярно выставляется в ведущих галереях по всему миру, включая галерею Ben Brown в Нью-Йорке и Sikkema Jenkins & Co. В Москве его работы были представлены в рамках проекта Мультимедиа Арт Музея ММАМ в Центральном Выставочном Зале «МАНЕЖ» в 2007 году и в Галерее Гари Татинцяна в 2007 и 2018 годах.
Его произведения входят в коллекции таких музеев, как Музей Виктории и Альберта в Лондоне, Галерея Тейт в Лондоне, Музей Современного Искусства (MoMA) в Нью-Йорке, Музей Гуггенхайма в Нью-Йорке, Метрополитен Музей в Нью-Йорке, Международный Центр Фотографии в Нью-Йорке, Музей американского искусства Уитни в Нью-Йорке, Музей изящных искусств в Бостоне, Чикагский институт искусств, Музей Коллекции Менил в Хьюстоне и Музей современного искусства в Сан-Паулу, Бразилия.

## Кураторские проекты
- Making it Real. Catalogue ed. Independent Incorporated, NY. ICI — Independent Curators International, 1997 (traveling exhibition)
- Beyond the Edges. The Metropolitan Museum of Art, New York, NY. 1998.
- Vik Muniz. Curated by Miguel Fernandez-Cid. Indianapolis Museum of Contemporary Art. Indianapolis, IN. February — March, 2003.
- Identity V. Curated by Hiroshi Minamishima. Nichido Contemporary Art. Tokyo, Japan. June 26 — July 25, 2005.
- L’Empire bresilien et ses photograhes: collections de la Bibliotheque nationale du Brésil et de L’Institute Moreira Salles. «L’horizont Perdu.» Musée d’Orsay, Paris. 2005.
- Robert Mapplethorpe. Curated by Vik Muniz. Fortes Vilaça Gallery, São Paulo, Brazil. March 4 — April 9, 2006.
- Haptic: Three Brazilian and Three Japanese Artists. Tokyo Wonder Site. Hongo, Tokyo, Japan. November 22, 2008 — January 12, 2009.
- Robert Mapplethorpe. Curated by Vik Muniz. Fortes Vilaça Gallery. São Paulo, Brazil. March 4 — April 9, 2009.
- Rio de Janeiro Art Week, Rio de Janeiro, Brazil. July 22 — 29, 2010.
- Artist’s Choice: Vik Muniz, Rebus. MoMA — Museum of Modern Art. New York, NY. December 11, 2010 — February 23, 2009.
- Buzz. Curated by Vik Muniz, Galeria Nara Roesler (Roesler Hotel #21), São Paulo, Brazil. December 1, 2012 — February 16, 2013.

## Персональные выставки
- 1989: Vik Muniz — Photographs. Stux Gallery, New York, NY.
- 1996: 92 Home Alone. Claudio Botello Arte, Turin, Italy. April — May.
- 1996: The Best of Life. Wooster Gardens, New York, NY.
- 1996: The Sugar Children. Tricia Collins Contemporary Art, New York, NY.
- 1998: Seeing is Believing. International Center of Photography, New York, NY.
- 1999: Flora Industrialis. Caisse des Dépôts et Cossignations, Paris, France. November 19 -December 23.
- 1999: Vik Muniz. Centre National de la Photographie, Paris, France. November 17 — January 10, 2000.
- 1999: Vik Muniz: Seeing is Believing. Center for Creative Photography, Tucson, Arizona. June 26 — September 26.
- 2000: Vik Muniz. Tang Teaching Museum and Art Gallery, Saratoga Springs, NY.
- 2000: Foundation Huis Marseille, Amsterdam, The Netherlands.
- 2000: Musée de l’Elysée Lausanne, Lausanne, Switzerland.
- 2000: Clayton Days. The Frick Art & Historical Center, Pittsburgh, Pennsylvania. September 8 — October 29.
- 2001: Contemporary Arts Center, New Orleans, LA.
- 2001: MAM — Museu de Arte Moderna, Rio de Janeiro, Brazil.
- 2001: MAM — Museu de Arte Moderna, São Paulo, Brazil.
- 2001: The Things Themselves: Pictures of Dust by Vik Muniz. Whitney Museum of American Art, New York, NY.
- 2001: 49th Venice Biennial: Palazzo Fortuny, Venice, Italy.
- 2002: Reparte, CU Art Galleries, University of Colorado, Boulder, Colorado. January 17 — March 23.
- 2002: Vik Muniz: Model Pictures, The Menil Collection, Houston. February 22 — June 9.
- 2002: Laberints, Spai 13, Joan Miró Foundation, Barcelona, Spain. June 21 — July 28.
- 2003: Vik Muniz. Museu de Arte Contemporânea do Centro Dragão do Mar. Ceará, Brazil.
- 2004: Retratos de Revista. Paço Imperial. Rio de Janeiro, Brazil. August14 — September14.
- 2004: Vik Muniz. Museo d’Arte Contemporanea di Roma-MACRO. Rome, Italy. September 27 — January 6, 2004.
- 2004: Vik Muniz. Centro Galego de Arte Contemporánea-CGAC. Santiago de Compostela, Spain. December 18 — April 6, 2004.
- 2004: Vik Muniz. Irish Museum of Contemporary Art. Dublin, Ireland. March 31 — June 13.
- 2004: Piranesi Prisons. National Academy of Sciences. Washington D.C. August 1 — May 1, 2005.
- 2004: Retratos de Revista. Pinacoteca do Estado de São Paulo. São Paulo, Brazil. January 24 — March 28.
- 2005: Vik Muniz. The Pennsylvania Academy of the Fine Arts. Philadelphia, PA. September 17 — November 20.
- 2006: Vik Muniz Reflex. Miami Art Museum. Miami, Florida. February 10 — May 28.
- 2006: Vik Muniz Reflex. Contemporary Art Museum. University of South Florida. Tampa, Florida. July 7 — October 7.
- 2006: Vik Muniz Reflex. Seattle Art Museum. Seattle, Washington. November 10 — January 14, 2007.
- 2007: Pictures of People. Baltic Centre for Contemporary Art. Gateshead, UK. January 31 — April 15.
- 2007: Vik Muniz Reflex. P.S. 1. MoMA. Long Island City, NY. February 11 — May 7.
- 2007: Vik Muniz: A Survey. Victor Pinchuk Foundation. Kiev, Ukraine. April 13 — May 20.
- 2007: Muniz Remastered, Photographs from the West Collection. Museo de Las Americas, Denver, CO. October 4 — January 20, 2008.
- 2007: «Imaginary Prisons, G. B. Piranesi and Vik Muniz.» National Gallery of Victoria. Melbourne, Australia. April 19 — September 30.
- 2007: The Beautiful Earth. Paço das Artes. São Paulo, Brazil. August 1 — October 7.
- 2007: Vik Muniz Reflex. Museum of Contemporary Art. San Diego, California. June 2 — September 9.
- 2007: Vik Muniz Reflex. Museum of Contemporary Art. Montréal, Quebec, Canada. October 4, 2007 — January 6, 2008.
- 2007: Vik Muniz. Moscow House of Photography. Manezh, Russia. November 1 — December 2.
- 2008: Vik Muniz Reflex. Antiguo Colegio de San Ildefonso. Mexico City, Mexico. March 11 — July 13.
- 2008: Vik Muniz: The Beautiful Earth. Tokyo Wonder Site. Tokyo, Japan. November 22 — March 1.
- 2009: Vik Muniz. Museu Oscar Niemeyer, Curitiba, Paraná, Brazil. November 20 — March 10, 2010.
- 2009: Vik Muniz. Museu Inimá de Paula. Minas Gerais, Brazil. August 21 — November 2.
- 2009: Vik Muniz. Museum of Modern Art (MAM). Rio de Janeiro, Brazil. January 28 — March 22.
- 2009: Vik Muniz. Museum of Modern Art (MAM). Rio de Janeiro, Brazil. January 28 — March 22.
- 2009: Vik. Museu de Arte de São Paulo (MASP). São Paulo, Brazil. April 25 — July 19.
- 2009: Vik Muniz. Museu Inimá de Paula. Minas Gerais, Brazil. August 21 — November 2.
- 2010: Vik Muniz. Museum of the University of Fortaleza/Unifor, Fundação Edson Queiroz, Ceará, Brazil. April 16 — August 8.
- 2010: Relicário. Casa de Cultura Laura Alvim, Rio de Janeiro, Brazil. October 13 — December 5.
- 2011: Vik Muniz 3D. Espaço Cultural Contemporâneo — ECCO, Brasília, Brazil. June 13 — August 21.
- 2011: Relicário. Instituto Tomie Ohtake, São Paulo, Brazil. March 1 — April 24.
- 2011: VIK. Museu Colecção Berardo. Lisbon, Portugal. September 21 — December 31. (traveling exhibition)
- 2011: Vik Muniz. Le Musé Imaginaire. Collection Lambert en Avignon, Hôtel de Caumont & Église des Célestins, Avignon, France. December 11 — June 15.
- 2012: VantagePoint X/Vik Muniz. Mint Museum Uptown, Charlotte, North Carolina. August 25 — April 28, 2013.
- 2012: VIK. Centro de Arte Contemporánea de Málaga, Málaga, Spain, September 7 — December 2. (traveling exhibition)
- 2013: Vik Muniz: Personal Articles" | Fundación D.O.P. (D.O.P. Foundation), Caracas, Venezuela. June 30 — September 1.
- 2013: Vik Muniz. Museo Banco de la República. Bogota, Colombia. July 31 — October 28.
- 2013: Vik Muniz. Clayton Days | Revisited: A Project by Vik Muniz. The Frick Art & Historical Center, Pittsburgh, Pennsylvania. July 13 — October 27.
- 2013: Vik Muniz: Pictures of Car Parts (after Ed Ruscha) Forre Fine Art, Aspen, Colorado. September 15, 2013 — July 15, 2014.
- 2014: Vik Muniz and Ed Ruscha: Pictures of Car Parts Imago Galleries, Palm Desert, California. January 5, 2014 — April 15, 2015.
- 2014: Vik Muniz: The Size of the World. Santander Cultura Brasil. May 21 — August 10, 2014
- 2014: Vik Muniz: Pictures of Anything. Long Museum, Shanghai, China, September 21 — November 1, 2014
- 2015: «Vik Muniz» — MOMA Equivalents — Fundación D.O.P. (D.O.P. Foundation), Caracas, Venezuela. January 25 — March 22.
- 2015: Vik Muniz: Poetics of Perceptions. Taubman Museum of Art, VA. June 13 — September 12, 2015.
- 2015: Vik Muniz: Mas Acá de la Imagen. Museo de La Universidad Tres de Febrero- Buenos Aires, Argentina. May 21, 2015
- 2016: Vik Muniz. High Museum of Art, Atlanta, GA. February 28, 2015 — May 29, 2016.
- 2016: Vik Muniz: Verso. Mauritshuis, the Hague, Netherlands. June 9 — September 4.
- 2016: Vik Muniz. Eskenzai Museum of Art, Indiana. October 1 — February 5, 2017.
- 2017: Vik Muniz: Precious Metal: Pictures of Car Parts (after Ed Ruscha) Petersen Museum, Los Angeles December 22, 2016 — April 15, 2017
- 2017: Vik Muniz. Museo de Arte Contemporáneo de Monterrey, Monterrey, Mexico. March 10 — June 11, 2017
- 2018: Vik Muniz. Gary Tatintsian Gallery, Moscow, Russia. June 8 — September 8, 2018

## Коллекции
- MoMA[9]
- D.O.P. (недоступная ссылка)[10]
- Art Institute of Chicago[11]
- International Center for Photography[12]
- The Metropolitan Museum of Art[13]
- Museu de Arte Moderna de São Paulo[14]
- Museum of Fine Arts, Boston[15]
- Museum of Fine Arts, Houston[16]
- The Tate Gallery[17]
- Victoria and Albert Museum[18]
- Walker Art Center, Minneapolis[19]
- Whitney Museum of American Art[20]
- SF MoMA[21]
- Mint Museum in Charlotte, North Carolina[22]